# Открытая книга (фильм, 1973)
«Открытая книга» — советский двухсерийный 1973 года киностудии «Ленфильм» по одноимённому роману Вениамина Каверина.

## Сюжет
Главная героиня фильма — сельская девочка Таня, впоследствии профессор Татьяна Власенкова (её реальный прототип — Зинаида Ермольева), впоследствии изобретательница пенициллина. Начало фильма разворачивается до Октябрьской социалистической революции в провинциальном городке Лопахине, где она знакомится и сближается с интересной семьёй. Глава семьи — доктор Павел Петрович Лебедев (реального прототипа не имеет), всю жизнь верил в лечебные свойства плесени, и оставляет после своей смерти много научных записей, обретению которых Власенкова отдаёт значительную часть жизни.
Много внимания в фильме посвящено развитию личных взаимоотношений Власенковой с младшим поколением той же семьи — братьями Дмитрием и Андреем, прототип которых — Лев Зильбер, муж Ермольевой, брат Вениамина Каверина.

## В ролях
- Татьяна Власенкова — Людмила Чурсина, Аня Алексахина (в детстве)
- Дмитрий Львов — Владислав Дворжецкий, Игорь Добряков (в юности)
- Андрей Львов — Александр Демьяненко, Андрюша Дмитриев
- Павел Петрович Лебедев — Фёдор Никитин
- Глафира — Людмила Гурченко
- Крамов — Владислав Стржельчик
- Раевский — Игорь Дмитриев
- Заозёрский — Вацлав Дворжецкий
- Никольский — Константин Злобин
- Отец Тани — Лев Дуров
- Лена Быстрова — Элеонора Шашкова
- Машенька — Надежда Романина
- Максимов — Ефим Копелян
- Володя Лукашевич — Лаймонас Норейка
- Норкросс — В. Камнев
- Виктор Мерзляков — Олег Ефремов
- Вишняков — Герман Хованов
- Мелкова — Людмила Ксенофонтова
- Скрипаченко — Михаил Храбров

## Съёмочная группа
- Авторы сценария: Вениамин Каверин, Наталья Рязанцева
- Постановка: Владимир Фетин
- Главный оператор: Евгений Шапиро
- Главный художник: Семён Малкин
- Режиссёры: В. Степанов, Г. Черняев
- Композитор: В. Соловьёв-Седой